# Marc Dufour

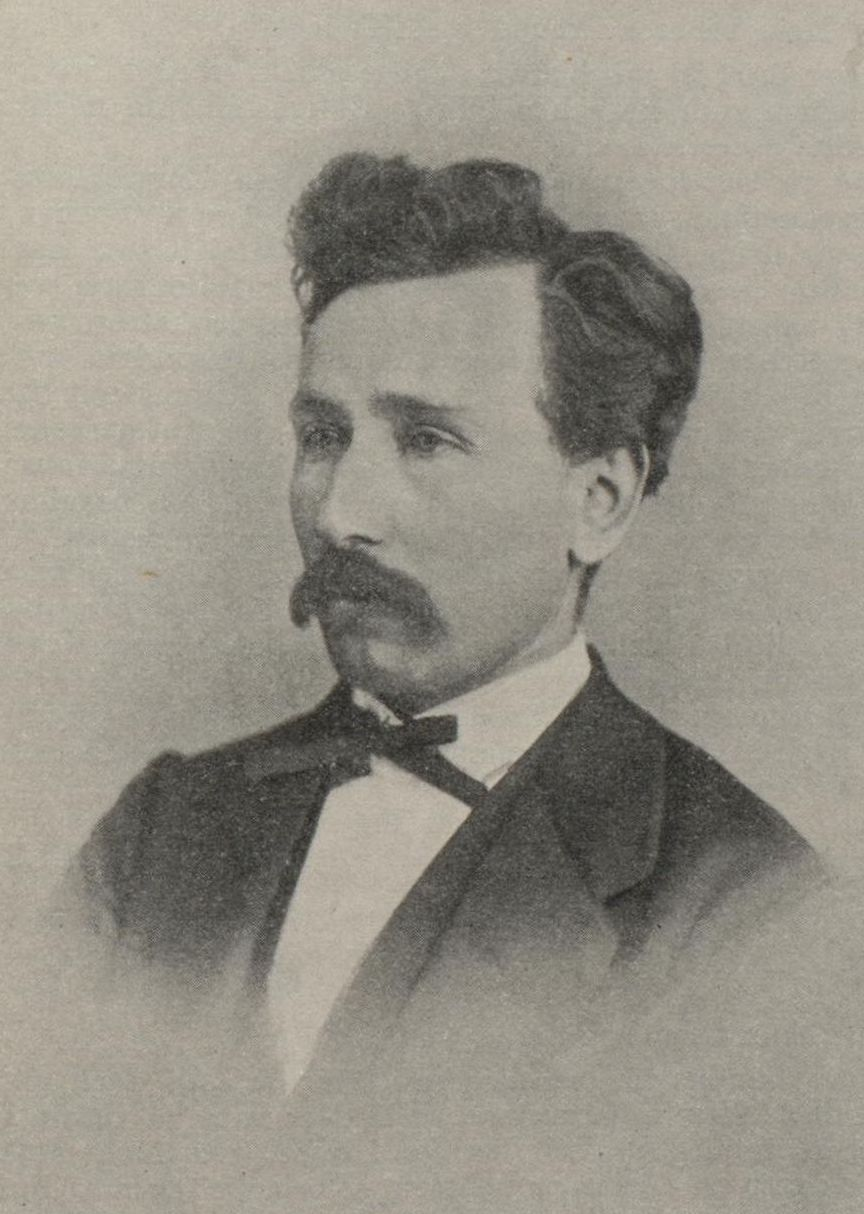
Marc Dufour, um 1870

Marc Dufour (* 21. April 1843 in Villeneuve; † 29. Juli 1910 in Lausanne, heimatberechtigt in Le Châtelard) war ein Schweizer Augenarzt und Politiker.

## Leben
Dufour promovierte 1865 in Zürich zum Doktor der Medizin. Er begann dann mit der Ausbildung der Ophthalmologie bei Johann Friedrich Horner in Zürich, bei Albrecht von Graefe in Berlin und Paris. Ab 1869 leitete er die Augenklinik in Lausanne und wurde 1890 bei der Gründung der Universität Lausanne zum Professor für Ophthalmologie ernannt. Durch seine Arbeit entwickelte er sich zu einem international berühmten Augenchirurgen.
Zwischen 1874 und 1886 war er im Stadtrat von Lausanne und setzte sich bereits 1885 als Mitglied des Verfassungsrats des Kantons Waadt für das Frauenstimmrecht in der Schweiz ein.
1903 wurde er zum Ehrenbürger der Stadt Lausanne erklärt. In Lausanne wurde ein Quartier im Stadtteil Montriond/Cour, eine Strasse und eine Eisenbahnbrücke in der Nähe des Bahnhofs nach ihm benannt.

## Schriften (Auswahl)
- La constance de la force et les mouvements musculaires.  Genton, Voruz & Dutoit, Lausanne 1865, OCLC 59758321 (Dissertation Universität Zürich 1865, 73 Seiten).
- Traité des maladies de la rétine. 1906.
- mit M. Barthelémy: L’anesthésie dans la chirurgie de face. In: Presse med. Band 15, 1970, S. 475 ff.
- Traité des maladies du nerf optique. 1908.